# Q Tour de 2022–23
A Q Tour de 2022–23 é uma série de torneios de snooker que acontecerão durante a temporada de 2022–23. A Q Tour é uma turnê de segundo escalão, administrada pela Associação Mundial de Bilhar e Snooker Profissional (do original: World Professional Billiards and Snooker Association – WPBSA), para jogadores que não estão na turnê principal da categoria, a World Snooker Tour.
Uma série de seis eventos está planejada e ao final, o jogador que acumular o maior número de prêmios asegurará uma vaga na turnê principal da temporada de 2023–24. Os 16 jogadores mais bem colocados que ainda não conseguiram uma vaga na turnê principal para a temporada de 2023–24, ganharão entrada para outro evento, o WPBSA Q Tour Playoff, cujo vencedor também ganha uma vaga na World Snooker Tour.

## Regulamento
Com exceção do playoff, as provas serão disputadas em três dias. O primeiro dia é um dia de qualificação com 16 vagas disponíveis. A fase principal começa no segundo dia, quando os 16 qualificados se juntam aos 48 jogadores classificados da Order of Merit da Q School de 2021 para formar um total de 64 jogadores na primeira rodada. São 3 rodadas no segundo dia e mais três no último dia, para determinar o vencedor do evento. Os 48 que se qualificaram diretamente incluem os 32 melhores jogadores elegíveis da Order of Merit da Q School do Reino Unido de 2022, os oito primeiros da Order of Merit da Ásia–Oceania de 2022 e os oito jogadores juniores melhores ranqueados ainda não qualificados.

### Premiação
Cada prova tem uma premiação total de 12 mil libras esterlinas, sendo 2 500 libras esterlinas a parte do vencedor.
| Posição                                | Prêmio                   |
| -------------------------------------- | ------------------------ |
| Campeão                                | 2 500 libras esterlinas  |
| Vice-campeão                           | 1 200 libras esterlinas  |
| 3–4 (perdedores das semifinais)        | 750 libras esterlinas    |
| 5–8 (perdedores das quartas de final)  | 550 libras esterlinas    |
| 9–16 (perdedores das oitavas de final) | 275 libras esterlinas    |
| 17–32 (últimos 32)                     | 150 libras esterlinas    |
| Total                                  | 12 000 libras esterlinas |

## Resumo
| Datas  | Datas  | País | Torneio  | Local                     | Cidade        | Total | Campeão          | Vice-campeão     | Placar | Ref.        |
| ------ | ------ | ---- | -------- | ------------------------- | ------------- | ----- | ---------------- | ---------------- | ------ | ----------- |
| 2 Set  | 4 Set  | ENG  | Evento 1 | North East Snooker Centre | North Shields | 118   | Ross Muir        | George Pragnell  | 5–2    | [ 2 ] [ 4 ] |
| 16 Set | 18 Set | ENG  | Evento 2 | Castle Snooker Club       | Brighton      | 120   | Martin O'Donnell | George Pragnell  | 5–1    | [ 2 ] [ 5 ] |
| 14 Out | 16 Out | BEL  | Evento 3 | Delta Moon                | Mons          | 90    | Farakh Ajaib     | Harvey Chandler  | 5–3    | [ 2 ] [ 6 ] |
| 25 Nov | 27 Nov | SWE  | Evento 4 | Snookerhallen             | Estocolmo     | 91    | Billy Castle     | Andrew Higginson | 5–4    | [ 2 ] [ 7 ] |
| 9 Dez  | 11 Dez | ENG  | Evento 5 | Landywood Snooker Club    | Walsall       | 103   | Daniel Wells     | Sydney Wilson    | 5–2    | [ 2 ] [ 8 ] |
| 6 Jan  | 8 Jan  | ENG  | Evento 6 | Northern Snooker Centre   | Leeds         | 124   |                  |                  |        |             |
| 4 Mar  | 5 Mar  |      | Playoff  | TBC                       |               | 16    |                  |                  |        |             |

## Rankings
| Pos. | Player               | Evento 1 | Evento 2 | Evento 3 | Evento 4 | Evento 5 | Evento 6 | Total (£) |
| ---- | -------------------- | -------- | -------- | -------- | -------- | -------- | -------- | --------- |
| 1    | Ross Muir            | 2 500    | 150      | 750      | 275      | 150      |          | 3 825     |
| 2    | George Pragnell      | 1 200    | 1 200    | 550      | 550      | 275      |          | 3 775     |
| 3    | Daniel Wells         | 150      | 550      | 550      | 0        | 2 500    |          | 3 750     |
| 4    | Farakh Ajaib         | 275      | 150      | 2 500    | 550      | 150      |          | 3 625     |
| 5    | Billy Castle         | 550      | 0        | 150      | 2 500    | 0        |          | 3 200     |
| 6    | Martin O'Donnell     | 150      | 2 500    | 275      | 150      | 0        |          | 3 075     |
| 7    | Rory McLeod          | 750      | 550      | 150      | 275      | 275      |          | 2 000     |
| 8    | Andrew Higginson     | 275      | 0        | 275      | 1 200    | 150      |          | 1 900     |
| 9    | Ashley Carty         | 275      | 750      | 150      | 0        | 550      |          | 1 725     |
| 10   | Harvey Chandler      | 0        | 150      | 1 200    | 0        | 275      |          | 1 625     |
| 11   | Joshua Thomond       | 150      | 275      | 750      | 150      | 275      |          | 1 600     |
| 12   | Hamim Hussain        | 275      | 550      | 550      | 150      | 0        |          | 1 525     |
| 13   | Liam Davies          | 0        | 0        | 0        | 750      | 750      |          | 1 500     |
| 14   | Eden Sharav          | 550      | 275      | 0        | 150      | 275      |          | 1 250     |
| 15   | Jamie Curtis-Barrett | 550      | 150      | 550      | -        | 0        | -        | 1 250     |
| 16   | Sydney Wilson        | 0        | 0        | -        | -        | 1 200    |          | 1 200     |
| 17   | Michael Georgiou     | 150      | 0        | -        | 275      | 750      |          | 1 175     |

## Evento 1
O primeiro evento aconteceu no North East Snooker Centre, em North Shields, de 2 a 4 de setembro de 2022. O escocês Ross Muir venceu o inglês George Pragnell por 5–2 na final. Muir perdeu apenas cinco frames nas seis rodadas do evento. Os resultados da fase final da prova são apresentados abaixo:
|  | Quartas de final Melhor de 7 frames | Quartas de final Melhor de 7 frames |                 |   | Semifinal Melhor de 7 frames | Semifinal Melhor de 7 frames |  |  | Final Melhor de 9 frames | Final Melhor de 9 frames |
|  |                                     |                                     |                 |   |                              |                              |  |  |                          |                          |
|  |                                     |                                     |                 |   |                              |                              |  |  |                          |                          |
|  |                                     |                                     |                 |   |                              |                              |  |  |                          |                          |
|  | Jamie Curtis-Barrett                | 0                                   |                 |   |                              |                              |  |  |                          |                          |
|  | Jamie Curtis-Barrett                | 0                                   |                 |   |                              |                              |  |  |                          |                          |
|  | Ross Muir                           | 4                                   |                 |   |                              |                              |  |  |                          |                          |
|  | Ross Muir                           | 4                                   | Ross Muir       | 4 |                              |                              |  |  |                          |                          |
|  |                                     |                                     | Ross Muir       | 4 |                              |                              |  |  |                          |                          |
|  |                                     | Rory McLeod                         | 1               |   |                              |                              |  |  |                          |                          |
|  | Rory McLeod                         | Rory McLeod                         | 1               | 4 |                              |                              |  |  |                          |                          |
|  | Rory McLeod                         |                                     |                 | 4 |                              |                              |  |  |                          |                          |
|  | Eden Sharav                         | 2                                   |                 |   |                              |                              |  |  |                          |                          |
|  | Eden Sharav                         | 2                                   | Ross Muir       | 5 |                              |                              |  |  |                          |                          |
|  |                                     |                                     | Ross Muir       | 5 |                              |                              |  |  |                          |                          |
|  |                                     | George Pragnell                     | 2               |   |                              |                              |  |  |                          |                          |
|  | Stan Moody                          | George Pragnell                     | 2               | 0 |                              |                              |  |  |                          |                          |
|  | Stan Moody                          |                                     |                 | 0 |                              |                              |  |  |                          |                          |
|  | George Pragnell                     | 4                                   |                 |   |                              |                              |  |  |                          |                          |
|  | George Pragnell                     | 4                                   | George Pragnell | 4 |                              |                              |  |  |                          |                          |
|  |                                     |                                     | George Pragnell | 4 |                              |                              |  |  |                          |                          |
|  |                                     | Luke Simmonds                       | 2               |   |                              |                              |  |  |                          |                          |
|  | Billy Castle                        | Luke Simmonds                       | 2               | 1 |                              |                              |  |  |                          |                          |
|  | Billy Castle                        |                                     |                 | 1 |                              |                              |  |  |                          |                          |
|  | Luke Simmonds                       | 4                                   |                 |   |                              |                              |  |  |                          |                          |
|  | Luke Simmonds                       | 4                                   |                 |   |                              |                              |  |  |                          |                          |

## Evento 2
O segundo evento ocorreu no Castle Snooker Club, em Brighton, de 16 a 18 de setembro de 2022. O inglês Martin O'Donnell venceu o compatriota George Pragnell por 5–1 na final, tendo vencido suas partidas das quartas e semifinais no frame decisivo. Os resultados da fase final são apresentados abaixo:
|  | Quartas de final Melhor de 7 frames | Quartas de final Melhor de 7 frames |                 |   | Semifinal Melhor de 7 frames | Semifinal Melhor de 7 frames |  |  | Final Melhor de 9 frames | Final Melhor de 9 frames |
|  |                                     |                                     |                 |   |                              |                              |  |  |                          |                          |
|  |                                     |                                     |                 |   |                              |                              |  |  |                          |                          |
|  |                                     |                                     |                 |   |                              |                              |  |  |                          |                          |
|  | Hamim Hussain                       | 3                                   |                 |   |                              |                              |  |  |                          |                          |
|  | Hamim Hussain                       | 3                                   |                 |   |                              |                              |  |  |                          |                          |
|  | George Pragnell                     | 4                                   |                 |   |                              |                              |  |  |                          |                          |
|  | George Pragnell                     | 4                                   | George Pragnell | 4 |                              |                              |  |  |                          |                          |
|  |                                     |                                     | George Pragnell | 4 |                              |                              |  |  |                          |                          |
|  |                                     | Gao Yang                            | 3               |   |                              |                              |  |  |                          |                          |
|  | Rory McLeod                         | Gao Yang                            | 3               | 1 |                              |                              |  |  |                          |                          |
|  | Rory McLeod                         |                                     |                 | 1 |                              |                              |  |  |                          |                          |
|  | Gao Yang                            | 4                                   |                 |   |                              |                              |  |  |                          |                          |
|  | Gao Yang                            | 4                                   | George Pragnell | 1 |                              |                              |  |  |                          |                          |
|  |                                     |                                     | George Pragnell | 1 |                              |                              |  |  |                          |                          |
|  |                                     | Martin O'Donnell                    | 5               |   |                              |                              |  |  |                          |                          |
|  | Jack Haley                          | Martin O'Donnell                    | 5               | 2 |                              |                              |  |  |                          |                          |
|  | Jack Haley                          |                                     |                 | 2 |                              |                              |  |  |                          |                          |
|  | Ashley Carty                        | 4                                   |                 |   |                              |                              |  |  |                          |                          |
|  | Ashley Carty                        | 4                                   | Ashley Carty    | 3 |                              |                              |  |  |                          |                          |
|  |                                     |                                     | Ashley Carty    | 3 |                              |                              |  |  |                          |                          |
|  |                                     | Martin O'Donnell                    | 4               |   |                              |                              |  |  |                          |                          |
|  | Martin O'Donnell                    | Martin O'Donnell                    | 4               | 4 |                              |                              |  |  |                          |                          |
|  | Martin O'Donnell                    |                                     |                 | 4 |                              |                              |  |  |                          |                          |
|  | Daniel Wells                        | 3                                   |                 |   |                              |                              |  |  |                          |                          |
|  | Daniel Wells                        | 3                                   |                 |   |                              |                              |  |  |                          |                          |

## Evento 3
O terceiro evento ocorreu no Delta Moon Club, em Mons, na Bélgica, de 14 a 16 de outubro de 2022. O paquistanês Farakh Ajaib venceu o inglês Harvey Chandler por 5–3 na final. Os resultados da fase final são apresentados abaixo:
|  | Quartas de final Melhor de 7 frames | Quartas de final Melhor de 7 frames |                 |   | Semifinal Melhor de 7 frames | Semifinal Melhor de 7 frames |  |  | Final Melhor de 9 frames | Final Melhor de 9 frames |
|  |                                     |                                     |                 |   |                              |                              |  |  |                          |                          |
|  |                                     |                                     |                 |   |                              |                              |  |  |                          |                          |
|  |                                     |                                     |                 |   |                              |                              |  |  |                          |                          |
|  | Harvey Chandler                     | 4                                   |                 |   |                              |                              |  |  |                          |                          |
|  | Harvey Chandler                     | 4                                   |                 |   |                              |                              |  |  |                          |                          |
|  | Jamie Curtis-Barrett                | 3                                   |                 |   |                              |                              |  |  |                          |                          |
|  | Jamie Curtis-Barrett                | 3                                   | Harvey Chandler | 4 |                              |                              |  |  |                          |                          |
|  |                                     |                                     | Harvey Chandler | 4 |                              |                              |  |  |                          |                          |
|  |                                     | Josh Thomond                        | 1               |   |                              |                              |  |  |                          |                          |
|  | Josh Thomond                        | Josh Thomond                        | 1               | 4 |                              |                              |  |  |                          |                          |
|  | Josh Thomond                        |                                     |                 | 4 |                              |                              |  |  |                          |                          |
|  | Hamim Hussain                       | 3                                   |                 |   |                              |                              |  |  |                          |                          |
|  | Hamim Hussain                       | 3                                   | Harvey Chandler | 3 |                              |                              |  |  |                          |                          |
|  |                                     |                                     | Harvey Chandler | 3 |                              |                              |  |  |                          |                          |
|  |                                     | Farakh Ajaib                        | 5               |   |                              |                              |  |  |                          |                          |
|  | Daniel Wells                        | Farakh Ajaib                        | 5               | 3 |                              |                              |  |  |                          |                          |
|  | Daniel Wells                        |                                     |                 | 3 |                              |                              |  |  |                          |                          |
|  | Ross Muir                           | 4                                   |                 |   |                              |                              |  |  |                          |                          |
|  | Ross Muir                           | 4                                   | Ross Muir       | 3 |                              |                              |  |  |                          |                          |
|  |                                     |                                     | Ross Muir       | 3 |                              |                              |  |  |                          |                          |
|  |                                     | Farakh Ajaib                        | 4               |   |                              |                              |  |  |                          |                          |
|  | George Pragnell                     | Farakh Ajaib                        | 4               | 1 |                              |                              |  |  |                          |                          |
|  | George Pragnell                     |                                     |                 | 1 |                              |                              |  |  |                          |                          |
|  | Farakh Ajaib                        | 4                                   |                 |   |                              |                              |  |  |                          |                          |
|  | Farakh Ajaib                        | 4                                   |                 |   |                              |                              |  |  |                          |                          |

## Evento 4
O quarto evento aconteceu no Snookerhallen Club, em Estocolmo, na Suécia, de 25 a 27 de novembro de 2022. O inglês Billy Castle venceu o compatriota Andrew Higginson no frame decisivo da final. Os resultados da fase final são apresentados abaixo:
|  | Quartas de final Melhor de 7 frames | Quartas de final Melhor de 7 frames |                  |   | Semifinal Melhor de 7 frames | Semifinal Melhor de 7 frames |  |  | Final Melhor de 9 frames | Final Melhor de 9 frames |
|  |                                     |                                     |                  |   |                              |                              |  |  |                          |                          |
|  |                                     |                                     |                  |   |                              |                              |  |  |                          |                          |
|  |                                     |                                     |                  |   |                              |                              |  |  |                          |                          |
|  | George Pragnell                     | 2                                   |                  |   |                              |                              |  |  |                          |                          |
|  | George Pragnell                     | 2                                   |                  |   |                              |                              |  |  |                          |                          |
|  | Andrew Higginson                    | 4                                   |                  |   |                              |                              |  |  |                          |                          |
|  | Andrew Higginson                    | 4                                   | Andrew Higginson | 4 |                              |                              |  |  |                          |                          |
|  |                                     |                                     | Andrew Higginson | 4 |                              |                              |  |  |                          |                          |
|  |                                     | Brian Ochoiski                      | 2                |   |                              |                              |  |  |                          |                          |
|  | Brian Ochoiski                      | Brian Ochoiski                      | 2                | 4 |                              |                              |  |  |                          |                          |
|  | Brian Ochoiski                      |                                     |                  | 4 |                              |                              |  |  |                          |                          |
|  | Kuldesh Johal                       | 1                                   |                  |   |                              |                              |  |  |                          |                          |
|  | Kuldesh Johal                       | 1                                   | Andrew Higginson | 4 |                              |                              |  |  |                          |                          |
|  |                                     |                                     | Andrew Higginson | 4 |                              |                              |  |  |                          |                          |
|  |                                     | Billy Castle                        | 5                |   |                              |                              |  |  |                          |                          |
|  | Billy Castle                        | Billy Castle                        | 5                | 4 |                              |                              |  |  |                          |                          |
|  | Billy Castle                        |                                     |                  | 4 |                              |                              |  |  |                          |                          |
|  | Farakh Ajaib                        | 1                                   |                  |   |                              |                              |  |  |                          |                          |
|  | Farakh Ajaib                        | 1                                   | Billy Castle     | 4 |                              |                              |  |  |                          |                          |
|  |                                     |                                     | Billy Castle     | 4 |                              |                              |  |  |                          |                          |
|  |                                     | Liam Davies                         | 1                |   |                              |                              |  |  |                          |                          |
|  | Robin Hull                          | Liam Davies                         | 1                | 1 |                              |                              |  |  |                          |                          |
|  | Robin Hull                          |                                     |                  | 1 |                              |                              |  |  |                          |                          |
|  | Liam Davies                         | 4                                   |                  |   |                              |                              |  |  |                          |                          |
|  | Liam Davies                         | 4                                   |                  |   |                              |                              |  |  |                          |                          |

## Evento 5
O quinto evento aconteceu no Landywood Snooker Club, em Walsall, de 9 a 11 de dezembro de 2022. O galês Daniel Wells venceu o inglês Sydney Wilson por 5–2 na final. Wells perdeu os três primeiros frames de sua semifinal contra o cipriota Michael Georgiou, mas venceu os próximos quatro para chegar à final. Os resultados da fase final são apresentados abaixo:
|  | Quartas de final Melhor de 7 frames | Quartas de final Melhor de 7 frames |                  |   | Semifinal Melhor de 7 frames | Semifinal Melhor de 7 frames |  |  | Final Melhor de 9 frames | Final Melhor de 9 frames |
|  |                                     |                                     |                  |   |                              |                              |  |  |                          |                          |
|  |                                     |                                     |                  |   |                              |                              |  |  |                          |                          |
|  |                                     |                                     |                  |   |                              |                              |  |  |                          |                          |
|  | Jamie Wilson                        | 1                                   |                  |   |                              |                              |  |  |                          |                          |
|  | Jamie Wilson                        | 1                                   |                  |   |                              |                              |  |  |                          |                          |
|  | Michael Georgiou                    | 4                                   |                  |   |                              |                              |  |  |                          |                          |
|  | Michael Georgiou                    | 4                                   | Michael Georgiou | 3 |                              |                              |  |  |                          |                          |
|  |                                     |                                     | Michael Georgiou | 3 |                              |                              |  |  |                          |                          |
|  |                                     | Daniel Wells                        | 4                |   |                              |                              |  |  |                          |                          |
|  | Haydon Pinhey                       | Daniel Wells                        | 4                | 1 |                              |                              |  |  |                          |                          |
|  | Haydon Pinhey                       |                                     |                  | 1 |                              |                              |  |  |                          |                          |
|  | Daniel Wells                        | 4                                   |                  |   |                              |                              |  |  |                          |                          |
|  | Daniel Wells                        | 4                                   | Daniel Wells     | 5 |                              |                              |  |  |                          |                          |
|  |                                     |                                     | Daniel Wells     | 5 |                              |                              |  |  |                          |                          |
|  |                                     | Sydney Wilson                       | 2                |   |                              |                              |  |  |                          |                          |
|  | Ashley Carty                        | Sydney Wilson                       | 2                | 3 |                              |                              |  |  |                          |                          |
|  | Ashley Carty                        |                                     |                  | 3 |                              |                              |  |  |                          |                          |
|  | Liam Davies                         | 4                                   |                  |   |                              |                              |  |  |                          |                          |
|  | Liam Davies                         | 4                                   | Liam Davies      | 1 |                              |                              |  |  |                          |                          |
|  |                                     |                                     | Liam Davies      | 1 |                              |                              |  |  |                          |                          |
|  |                                     | Sydney Wilson                       | 4                |   |                              |                              |  |  |                          |                          |
|  | Sydney Wilson                       | Sydney Wilson                       | 4                | 4 |                              |                              |  |  |                          |                          |
|  | Sydney Wilson                       |                                     |                  | 4 |                              |                              |  |  |                          |                          |
|  | Peter Devlin                        | 0                                   |                  |   |                              |                              |  |  |                          |                          |
|  | Peter Devlin                        | 0                                   |                  |   |                              |                              |  |  |                          |                          |